# هايدن بادن
هايدن بادن (بالإنجليزية: Hayden Paddon)‏ مواليد 20 أبريل 1987، هو سائق راليات نيوزلندي بدأ مسيرته في سنة 2007. كان أول رالي له هو رالي نيوزيلندا 2007. شارك في بطولة العالم للراليات. صعد على المنصة مرة واحدة خلال مسيرته.

## روابط خارجية
- هايدن بادن على موقع Rallye-info.com (الإنجليزية)
- هايدن بادن على موقع eWRC-results.com (الإنجليزية)